# Ischnothyreus peltifer
Ischnothyreus peltifer là một loài nhện trong họ Oonopidae.
Loài này thuộc chi Ischnothyreus. Ischnothyreus peltifer được Eugène Simon miêu tả năm 1891.